# Canoagem nos Jogos Pan-Americanos de 2011 - K-1 500 m feminino
A competição do K-1 500 metros feminino foi um dos eventos da canoagem nos Jogos Pan-Americanos de 2011. Foi disputada na Pista de Remo e Canoagem, em Ciudad Guzmán, nos dias 26 e 28 de outubro.

## Calendário
Horário local (UTC-6).
| Data          | Horário | Fase          |
| ------------- | ------- | ------------- |
| 26 de outubro | 11:10   | Eliminatórias |
| 26 de outubro | 12:10   | Semifinal     |
| 28 de outubro | 11:45   | Final         |

## Medalhistas
| Ouro   | USA Carrie Johnson       |
| Prata  | CAN Emilie Fournel       |
| Bronze | ARG Alexandra Keresztesi |

## Resultados

### Eliminatórias
As três melhores em cada bateria se classificaram diretamente para a final e as restantes disputaram a semifinal.
Bateria 1
| Pos. | Canoísta         | País               | Tempo    | Obs. |
| ---- | ---------------- | ------------------ | -------- | ---- |
| 1    | Carrie Johnson   | USA Estados Unidos | 1:59.353 | QF   |
| 2    | Naiane Pereira   | BRA Brasil         | 2:00.639 | QF   |
| 3    | Yerly Muñoz      | COL Colômbia       | 2:03.568 | QF   |
| 4    | Stefanie Perdomo | ECU Equador        | 2:07.243 | QS   |
| 5    | Daisy Mendoza    | GUA Guatemala      | 2:18.916 | QS   |

Bateria 2
| Pos. | Canoísta             | País          | Tempo    | Obs. |
| ---- | -------------------- | ------------- | -------- | ---- |
| 1    | Emilie Fournel       | CAN Canadá    | 1:57.386 | QF   |
| 2    | Alexandra Keresztesi | ARG Argentina | 1:58.951 | QF   |
| 3    | Annes Peñate         | CUB Cuba      | 2:00.406 | QF   |
| 4    | Carla Salinas        | MEX México    | 2:00.729 | QS   |
| 5    | Eliana Escalona      | VEN Venezuela | 2:03.292 | QS   |

### Semifinal
As três primeiros colocadas se classificaram para a final.
| Pos. | Canoísta         | País          | Tempo    | Obs. |
| ---- | ---------------- | ------------- | -------- | ---- |
| 1    | Carla Salinas    | MEX México    | 2:06.704 | QF   |
| 2    | Stefanie Perdomo | ECU Equador   | 2:08.659 | QF   |
| 3    | Eliana Escalona  | VEN Venezuela | 2:11.311 | QF   |
| 99   | Daisy Mendoza    | GUA Guatemala | DSQ      |      |

### Final
| Pos.              | Canoísta             | País               | Tempo    | Obs. |
| ----------------- | -------------------- | ------------------ | -------- | ---- |
| Medalha de ouro   | Carrie Johnson       | USA Estados Unidos | 1:54.243 |      |
| Medalha de prata  | Emilie Fournel       | CAN Canadá         | 1:54.900 |      |
| Medalha de bronze | Alexandra Keresztesi | ARG Argentina      | 1:55.764 |      |
| 4                 | Naiane Pereira       | BRA Brasil         | 1:57.122 |      |
| 5                 | Annes Peñate         | CUB Cuba           | 1:59.054 |      |
| 6                 | Carla Salinas        | MEX México         | 2:00.106 |      |
| 7                 | Eliana Escalona      | VEN Venezuela      | 2:01.218 |      |
| 8                 | Yerly Muñoz          | COL Colômbia       | 2:02.118 |      |
| 9                 | Stefanie Perdomo     | ECU Equador        | 2:05.735 |      |